# サイバーブリッジ
株式会社サイバーブリッジ（英：Cyber Bridge co,）はテレビ番組・インターネット・DVDソフト等の企画・製作・配給・販売を行う日本の企業である。

## 沿革
2007年 10月　ブルーレイ/DVDプレス製造の代理店として創立
2007年 11月　経済産業省関東経済産業局認可ビジュアルソフト・コンテンツ産業協同組合加盟
2008年  8月　財団法人流通システム開発センターJAN企業コード取得
2008年  9月　Amazonジャパンで他社ソフトの代行販売開始
2008年 10月　KDDI「DVD Burning」サービスでオンデマンド販売開始
2008年 11月　東京商工会議所加盟
2009年  5月　アイドルDVD「催眠乙女★自由自在」リリース
2009年 10月　アイドルDVD「催眠なんて絶対かからないんだからね！沙織編」リリース
2009年 12月　アイドルDVD「催眠なんて絶対かからないんだからね！涼花編」リリース
2009年 11月　softbank 公式グラビアサイト「美-1グランプリ」開始
2009年 12月　au 公式グラビアサイト「美-1グランプリ」開始
2011年  1月　事業拡大のため、東京都新宿区戸山に編集室を設置
2011年  9月　JERR SERVICES & TRADING CORP社（フィリピン）と提携
2011年 11月　VOD専用作品「入間基地航空祭2010」「築城基地航空祭2010」「新田原基地航空祭2010」を同時リリース
2012年　6月　Jcom VODサービスに番組供給開始
2013年　1月　家庭用ホームビデオのDVDコピーサービス開始（子供の成長記録など著作権侵害の無い映像）
2014年　5月　VOD専用作品「東京歴史遺産　隅田川の名勝１５橋景」リリース
2018年　7月　株式会社ゲオと取引開始
2020年　4月　４K映像編集室を山梨県富士吉田市に設置
2020年　8月　VOD専用作品「世界サンセット紀行　フィリピン・マニラ湾」リリース